# Jesús Vial Cisneros
Jesús Vial Cisneros fue un político peruano
En 1901 fue elegido diputado suplente por la provincia de Pasco junto con Augusto Durand, Pedro Larrañaga y Romualdo Palomino que fueron elegidos como diputados titulares. Fue reelegido en 1907 por la misma provincia añadiéndose entre los diputados electos a Manuel Mujica Carassa en reemplazo de Augusto Durand. Desempeñó su mandato durante los primeros gobiernos de José Pardo y Barreda y Augusto B. Leguía, Guillermo Billinghurst y Oscar R. Benavides.